# Ameen Al-Dakhil
Ameen Al-Dakhil (en arabe : أمين الدخيل), né le 6 mars 2002 à Bagdad en Irak, est un footballeur international belge, d'origine irakienne, qui joue au poste de défenseur au  VfB Stuttgart.

## Biographie

### En club

#### Standard de Liège
Né à Bagdad en Irak, Ameen Al-Dakhil arrive en Belgique à l'âge de cinq ans. Il commence au poste d'attaquant et rejoint le centre de formation du Standard de Liège alors qu'il joue milieu offensif, mais il est repositionné défenseur central durant sa formation.
Il joue son premier match en professionnel le 23 juillet 2021, lors de la première journée de la saison 2021-2022 de Division 1A contre le KRC Genk. Il est titularisé et les deux équipes se neutralisent (1-1 score final). Le belge s'impose dans la hiérarchie des défenseurs centraux avec notamment le départ de Zinho Vanheusden et la blessure de Merveille Bope, étant préféré à Noë Dussenne pour occuper le poste.

#### Saint-Trond VV
Le 31 janvier 2022, dernier jour du mercato hivernal, Ameen Al-Dakhil s'engage en faveur du Saint-Trond VV sur fond de transfert à moindre coût (500 000 euros) en guise d'accord pour régler un litige entre le Standard et Saint-Trond VV concernant le dossier Edmilson Junior. 
Al-Dakhil fait sa première apparition pour le Saint-Trond VV le 5 février 2022, lors d'une rencontre de championnat face au KV Courtrai. Il entre en jeu et son équipe s'impose par trois buts à un.
Il joue 28 matches avec les Canaris, répartis sur deux demi-saisons.

#### Burnley FC
Le 13 janvier 2023, Ameen Al-Dakhil rejoint l'Angleterre avec un transfert de 5 millions d'euros à la clé afin de s'engager en faveur du Burnley FC, en tête de la Championship (division 2 anglaise) et entrainé par Vincent Kompany. Il signe un contrat courant jusqu'en juin 2026,. 
Il fait ses débuts en Championship le 14 février 2023 en montant au jeu à la 50e minute contre Watford FC (1-1 score final).
Il est champion de deuxième division et poursuit sa carrière à Burnley promu en Premier League. Il est titularisé dès le premier match de la saison 2023-2024 contre Manchester City, le champion en titre (défaite 0-3 de Burnley) mais ne peut éviter la descente de son club à l'échelon inférieur.

#### VfB Stuttgart
Après avoir passé une saison et demie en Angleterre, il est transféré  le 27 août 2024 au VfB Stuttgart, club vice-champion d'Allemagne en titre, pour un contrat portant sur quatre saisons (jusqu'en juin 2028) et un montant de 7,5 M €.

### En sélections nationales
Ameen Al-Dakhil représente la Belgique en sélection. Avec l'équipe de Belgique des moins de 17 ans, il participe au championnat d'Europe des moins de 17 ans en 2019. Lors de cette compétition organisée en Irlande, il ne fait qu'une apparition. Les jeunes belges se hissent jusqu'en demi-finale où ils sont vaincus par les Pays-Bas (0-3 score final).
En mars 2022, Ameen Al-Dakhil est retenu pour la première fois avec l'équipe de Belgique espoirs par le sélectionneur Jacky Mathijssen. En mai 2022, il est de nouveau convoqué avec les espoirs. La Belgique étant déjà qualifiée, il joue cette fois son premier match avec cette sélection, le 5 juin 2022 contre l'Écosse. Le défenseur entre en jeu à la place d'Anass Zaroury et les deux équipes se neutralisent (0-0 score final).
Ameen Al-Dakhil est convoqué pour la première fois avec l'équipe nationale de Belgique par le sélectionneur Domenico Tedesco le 6 juin 2023, pour des matchs comptant pour les éliminatoires de l'Euro 2024. Il fait partie des surprises de cette sélection. Le 17 juin 2023, il joue son premier match avec les Diables Rouges contre l'Autriche en entrant au jeu après 84 minutes en remplacement de Leander Dendoncker (1-1). Le 15 novembre 2023, Al-Dakhil connaît sa première titularisation lors du match amical opposant la Belgique à la Serbie. Il y joue l'entièreté du match et parvient à garder les cages belges inviolées,.

## Statistiques

### En club
| Saison                | Club                  | Championnat           | Championnat | Championnat | Championnat | Coupe nationale | Coupe nationale | Coupe nationale | Coupe de la Ligue | Coupe de la Ligue | Coupe de la Ligue | Compétition(s) continentale(s) | Compétition(s) continentale(s) | Compétition(s) continentale(s) | Compétition(s) continentale(s) | Total | Total | Total |
| Saison                | Club                  | Division              | M.          | B.          | P.d.        | M.              | B.              | P.d.            | M.                | B.                | P.d.              | Comp.                          | M.                             | B.                             | P.d.                           | M.    | B.    | P.d.  |
| 2021-2022             | Standard de Liège     | Division 1A           | 13          | 0           | 0           | 1               | 0               | 0               | -                 | -                 | -                 | -                              | -                              | -                              | -                              | 14    | 0     | 0     |
| 2021-2022             | Saint-Trond VV        | Division 1A           | 9           | 0           | 0           | -               | -               | -               | -                 | -                 | -                 | -                              | -                              | -                              | -                              | 9     | 0     | 0     |
| 2022-2023             | Saint-Trond VV        | Division 1A           | 16          | 0           | 0           | 3               | 0               | 0               | -                 | -                 | -                 | -                              | -                              | -                              | -                              | 19    | 0     | 0     |
| Sous-total            | Sous-total            | Sous-total            | 25          | 0           | 0           | 3               | 0               | 0               | -                 | -                 | -                 | -                              | -                              | -                              | -                              | 28    | 0     | 0     |
| 2022-2023             | Burnley FC            | Championship          | 8           | 0           | 0           | 4               | 0               | 0               | -                 | -                 | -                 | -                              | -                              | -                              | -                              | 12    | 0     | 0     |
| 2023-2024             | Burnley FC            | Premier League        | 13          | 1           | 0           | 1               | 0               | 0               | 3                 | 0                 | 0                 | -                              | -                              | -                              | -                              | 17    | 1     | 0     |
| Sous-total            | Sous-total            | Sous-total            | 21          | 1           | 0           | 5               | 0               | 0               | 3                 | 0                 | 0                 | -                              | -                              | -                              | -                              | 29    | 1     | 0     |
| 2024-2025             | VfB Stuttgart         | Bundesliga            | 7           | 0           | 0           | 1               | 0               | 0               | -                 | -                 | -                 | C1                             | 3                              | 0                              | 0                              | 11    | 0     | 0     |
| 2024-2025             | VfB Stuttgart II      | 3. Liga               | 2           | 0           | 0           | -               | -               | -               | -                 | -                 | -                 | -                              | -                              | -                              | -                              | 2     | 0     | 0     |
| Total sur la carrière | Total sur la carrière | Total sur la carrière | 68          | 1           | 0           | 10              | 0               | 0               | 3                 | 0                 | 0                 | -                              | 3                              | 0                              | 0                              | 84    | 1     | 0     |

### En sélections nationales
| Saison                | Sélection             | Phases finales        | Phases finales | Phases finales | Phases finales | Éliminatoires CDM | Éliminatoires CDM | Éliminatoires CDM | Éliminatoires EURO | Éliminatoires EURO | Éliminatoires EURO | Ligue des Nations | Ligue des Nations | Ligue des Nations | Matchs amicaux | Matchs amicaux | Matchs amicaux | Total | Total | Total |
| Saison                | Sélection             | Compétition           | M              | B              | Pd             | M                 | B                 | Pd                | M                  | B                  | Pd                 | M                 | B                 | Pd                | M              | B              | Pd             | M     | B     | Pd    |
| --------------------- | --------------------- | --------------------- | -------------- | -------------- | -------------- | ----------------- | ----------------- | ----------------- | ------------------ | ------------------ | ------------------ | ----------------- | ----------------- | ----------------- | -------------- | -------------- | -------------- | ----- | ----- | ----- |
| 2022-2023             | Belgique              | -                     | -              | -              | -              | -                 | -                 | -                 | 2                  | 0                  | 0                  | -                 | -                 | -                 | -              | -              | -              | 2     | 0     | 0     |
| 2023-2024             | Belgique              | -                     | -              | -              | -              | -                 | -                 | -                 | 1                  | 0                  | 0                  | -                 | -                 | -                 | 1              | 0              | 0              | 2     | 0     | 0     |
| 2024-2025             | Belgique              | -                     | -              | -              | -              | -                 | -                 | -                 | -                  | -                  | -                  | 2                 | 0                 | 0                 | -              | -              | -              | 2     | 0     | 0     |
| Total sur la carrière | Total sur la carrière | Total sur la carrière | -              | -              | -              | -                 | -                 | -                 | 3                  | 0                  | 0                  | 2                 | 0                 | 0                 | 1              | 0              | 0              | 6     | 0     | 0     |

### Matchs internationaux
| Matchs internationaux d'Ameen Al-Dakhil, | Matchs internationaux d'Ameen Al-Dakhil, | Matchs internationaux d'Ameen Al-Dakhil, | Matchs internationaux d'Ameen Al-Dakhil, | Matchs internationaux d'Ameen Al-Dakhil, | Matchs internationaux d'Ameen Al-Dakhil, | Matchs internationaux d'Ameen Al-Dakhil, | Matchs internationaux d'Ameen Al-Dakhil,                              |
| #                                        | Date                                     | Lieu                                     | Adversaire                               | Résultat                                 | Compétition                              | Club                                     | Notes                                                                 |
| ---------------------------------------- | ---------------------------------------- | ---------------------------------------- | ---------------------------------------- | ---------------------------------------- | ---------------------------------------- | ---------------------------------------- | --------------------------------------------------------------------- |
| 1                                        | 17 juin 2023                             | Stade Roi Baudouin, Bruxelles, Belgique  | Autriche                                 | N 1 - 1                                  | Éliminatoires de l'Euro 2024             | Burnley FC                               | Entre en jeu à la place de Leander Dendoncker à la 84e minute de jeu. |
| 2                                        | 20 juin 2023                             | A. Le Coq Arena, Tallinn, Estonie        | Estonie                                  | V 3 - 0                                  | Éliminatoires de l'Euro 2024             | Burnley FC                               | Entre en jeu à la place de Jan Vertonghen à la 57e minute de jeu.     |
| 3                                        | 15 novembre 2023                         | Stade Den Dreef, Louvain, Belgique       | Serbie                                   | V 1 - 0                                  | Match amical                             | Burnley FC                               | Titulaire.                                                            |
| 4                                        | 19 novembre 2023                         | Stade Roi Baudouin, Bruxelles, Belgique  | Azerbaïdjan                              | V 5 - 0                                  | Éliminatoires de l'Euro 2024             | Burnley FC                               | Entre en jeu à la place de Jan Vertonghen à la 83e minute de jeu.     |
| 5                                        | 14 novembre 2024                         | Stade Roi Baudouin, Bruxelles, Belgique  | Italie                                   | D 0 - 1                                  | Ligue des nations 2024-2025              | VfB Stuttgart                            | Entre en jeu à la place de Arthur Theate à la 71e minute de jeu.      |
| 6                                        | 17 novembre 2024                         | Bozsik Aréna (en), Budapest, Hongrie     | Israël                                   | D 0 - 1                                  | Ligue des nations 2024-2025              | VfB Stuttgart                            | Titulaire, remplacé par Killian Sardella à la 93e minute de jeu.      |

## Palmarès

### En club
|  |  | Burnley FC - Championnat d'Angleterre de deuxième division (1) : - Champion : 2023. |